# Qian Zhongshu

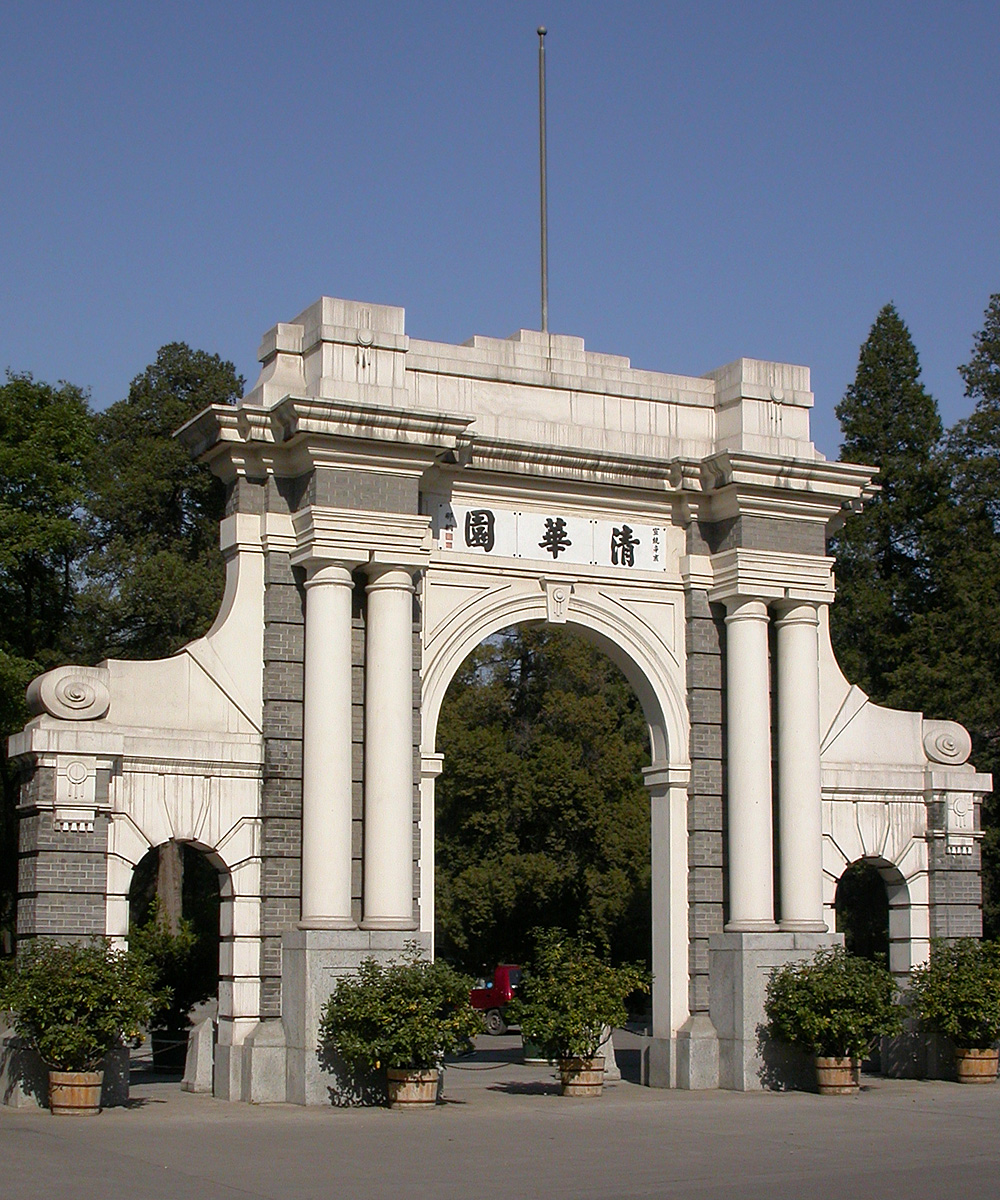
Puerta Thu.

Qian Zhongshu (chino simplificado: 钱锺书 o 钱钟书, chino tradicional: 錢鍾書, pinyin: Qián Zhōngshū, Wade-Giles: Ch'ien Chung-shu; Wuxi, China; 21 de noviembre de 1910 - Pekín; 19 de diciembre de 1998) fue un escritor e intelectual chino. Su obra más famosa es la novela La Fortaleza Asediada, una de las novelas chinas más populares del siglo XX, traducida a muchos idiomas, entre ellos el español.
Su mujer, Yang Jiang, fue también escritora, y llevó a cabo la primera traducción al chino de Don Quijote de la Mancha, a partir de una traducción inglesa.

## Biografía
Qian Zhongshu nació el 21 de noviembre de 1910 en la ciudad de Wuxi, en la provincia de Jiangsu. Se crio con sus tíos. Cuando tenía un año de edad, su tío le dio el nombre propio definitivo de Zhōngshū ("aficionado a los libros") después de que al ofrecerle varios objetos, el niño se decantara por coger un libro. Su tío murió cuando el pequeño Zhongshu tenía diez años de edad. Continuó viviendo con su tía viuda hasta que, a la edad de 14 años, se desplazó a Suzhou para continuar sus estudios. Debido a sus buenos conocimientos de inglés, logró una plaza en el Departamento de Lenguas Extranjeras de la prestigiosa Universidad de Tsinghua de Pekín. Allí conocería a su mujer Yang Jiang, con la que se casó en 1935.
Tras casarse, Qian y su esposa obtuvieron becas para continuar sus estudios en Europa. La pareja pasaría dos años en la Universidad de Oxford y un año en la Universidad de París. En 1938 volvió a China. A diferencia de otros intelectuales permaneció en la parte de China ocupada por los japoneses. En esta época de guerra y caos desempeñó trabajos esporádicos y se dedicó a escribir su obra maestra, la novela La Fortaleza Asediada, que acabará en 1947.
Tras la proclamación de la República Popular China en 1949, Qian consiguió una plaza como catedrático en la universidad en la que había estudiado, Tsinghua. En 1953, los departamentos de humanidades de la Universidad de Tsinghua fueron transferidos a la Universidad de Pekín, con lo que Qian pasó a ser miembro de la otra gran universidad pequinesa. En esa época, Qian fue liberado de sus tareas docentes al encargársele la tarea de traducir al inglés las obras de Mao Zedong.
Durante la Revolución Cultural, Qian sufrió una dura persecución política. Después de la muerte de Mao, una vez que Deng Xiaoping se hizo con el poder y acabó con las políticas maoístas, Qian Zhongshu fue rehabilitado. En 1982 fue nombrado subdirector de la Academia China de Ciencias Sociales. En sus últimos años se dedicó a completar su obra Guǎnzhuībiān (管錐編 / 管锥编), literalmente "Compilación de Tuberías y Punzones", obra extensa de carácter muy erudito en la que Qian analiza la literatura clásica china comparándola con las literaturas occidentales.
Qian Zhongshu murió en Pekín el 19 de diciembre de 1998.

## Obra
- La Fortaleza Asediada, 1947 (围城 / 圍城 wéi chéng), editada en español por Editorial Anagrama, Barcelona, 1992.[11][12]

Además de esta novela, Qian Zhongshu escribió poesía y numerosos ensayos sobre literatura y cultura tradicional china.